# ما همه مرده‌ایم (وب‌تون)
ما همه مرده‌ایم (انگلیسی: All of Us Are Dead; کره‌ای: 지금 우리 학교는; لاتین‌نویسی اصلاح‌شده: Jigeum Uri Hakgyoneun، به معنای اکنون در مدسهٔ ما) یک مجموعه مانهوای کره جنوبی به نویسندگی و تصویرگری جو دونگ گون است. این وب‌تون در پرتال وب ناور وب‌تون از ۱۳ مه ۲۰۰۹ میلادی تا ۲ نوامبر ۲۰۱۱ میلادی و در کل با ۱۳۰ چپتر منتشر شد؛ این وب‌تون در یک مجموعه لایو اکشن با همین نام اقتباس شده است و داستان گروهی از دانش آموزان دبیرستانی را روایت می‌کند که تلاش می‌کنند که در رستاخیز زامبی‌ها در مدرسهٔ خود جان سالم به در ببرند.

## اقتباس
در آوریل ۲۰۲۰میلادی، خبر تولید یک مجموعه ارجینال نتفلیکس اعلام شد و کارگردان لی جه کیو کارگردانی آن را برعهده دارد.
در ژوئیه ۲۰۲۰میلادی، گزارشی رسمی در مورد انتخاب پنج دانش آموز اصلی که به عنوان نقش اصلی این مجموعه ایفای نقش خواهند کرد، منتشر شد. بازیگران معرفی شده یون چان یونگ در نقش لی چونگ سان، پارک جی هو در نقش نام اون جو، چو یی هیون در نقش چوی نام را، لومون در نقش لی سو هیوک و یو این سو در نقش یون گی نام بودند.